# Mary Shelley (film)
Pour plus de détails, voir Fiche technique et Distribution.
Mary Shelley est un film biographique irlandais réalisé par Haifaa al-Mansour, sorti en 2017.

## Synopsis
L'histoire d'amour entre la romancière Mary Shelley et son mari, le poète Percy Bysshe Shelley. Alors qu'elle portait son nom de jeune fille, Mary Wollstonecraft Godwin, elle le rencontre en 1814 et débute avec lui une passion scandaleuse qui déboucha, deux ans plus tard, sur la création de son premier roman, Frankenstein ou le Prométhée moderne.

## Fiche technique
- Titre original et français : Mary Shelley
- Réalisation : Haifaa al-Mansour
- Scénario : Emma Jensen
- Musique : Amelia Warner
- Photographie : David Ungaro
- Montage : Alex Mackie
- Production : Amy Baer, Ruth Coady, David Grumbach et Alan Moloney
- Sociétés de production : Gidden Media, HanWay Films et Parallel Films
- Société de distribution : Pyramide Distribution (France)
- Pays de production :  Irlande /  Royaume-Uni /  Luxembourg /  États-Unis
- Langue originale : anglais
- Format : couleur
- Durée : 120 minutes
- Dates de sortie : 
  - Canada : 9 septembre 2017 (Festival international du film de Toronto 2017)
  - France : 8 août 2018
  - Royaume-Uni : 6 juillet 2018

## Distribution
- Elle Fanning : Mary Wollstonecraft Godwin, devenue Mary Shelley
- Douglas Booth : Percy Bysshe Shelley
- Bel Powley : Claire Clairmont, fille de Mary Jane et sœur par alliance de Mary
- Ben Hardy : le docteur John William Polidori
- Tom Sturridge : Lord Byron
- Maisie Williams : Isabel Baxter
- Stephen Dillane : William Godwin, père de Mary
- Joanne Froggatt : Mary Jane Clairmont Godwin, deuxième femme de William Godwin
- Derek Riddell : William Baxter
- Hugh O'Connor : Samuel Taylor Coleridge
- Clara Charteris : Harriet Shelley
- Jack Hickey : Thomas Hogg
- Martin Phillips : le diacre
- Stuart Graham : l'éditeur

## Autour du film
- Au tout début du film, on peut voir que Mary Shelley lit Le château de Wolfenbach (The Castle of Wolfenbach) d'Eliza Parsons (mais il est également montré Enquêtes concernant la justice politique (An enquiry concerning political justice) de William Godwin, La complainte du vieux marin (The rime of the ancient mariner) de Samuel Coleridge et Les contes de Canterbury (The canterbury tales) de Geoffrey Chaucer dans les livres recommandés par son père)[réf. souhaitée].